# Erika Connolly
Erika Connolly (nacida Erika Brown, Modesto, 27 de agosto de 1998) es una deportista estadounidense que compite en natación, especialista en el estilo libre.
Participó en dos Juegos Olímpicos de Verano, obteniendo dos medallas, bronce en Tokio 2020 en 4 × 100 m libre, y plata en París 2024 en 4 × 100 m libre.
Ganó dos medallas de bronce en el Campeonato Mundial de Natación de 2022 y cuatro medallas en el Campeonato Mundial de Natación en Piscina Corta, en los años 2018 y 2022.
Estudió Kinesiología en la Universidad de Tennessee.

## Palmarés internacional
| Juegos Olímpicos                    | Juegos Olímpicos      | Juegos Olímpicos  | Juegos Olímpicos |
| Año                                 | Lugar                 | Medalla           | Prueba           |
| ----------------------------------- | --------------------- | ----------------- | ---------------- |
| 2020                                | Tokio (Japón)         | Medalla de bronce | 4 × 100 m libre  |
| 2024                                | París (Francia)       | Medalla de plata  | 4 × 100 m libre  |
| Campeonato Mundial                  |                       |                   |                  |
| Año                                 | Lugar                 | Medalla           | Prueba           |
| 2022                                | Budapest (Hungría)    | Medalla de bronce | 50 m libre       |
| 2022                                | Budapest (Hungría)    | Medalla de bronce | 4 × 100 m libre  |
| Campeonato Mundial en Piscina Corta |                       |                   |                  |
| Año                                 | Lugar                 | Medalla           | Prueba           |
| 2018                                | Hangzhou (China)      | Medalla de oro    | 4 × 50 m libre   |
| 2018                                | Hangzhou (China)      | Medalla de plata  | 4 × 200 m libre  |
| 2022                                | Melbourne (Australia) | Medalla de oro    | 4 × 50 m libre   |
| 2022                                | Melbourne (Australia) | Medalla de plata  | 4 × 100 m libre  |